# Sno
Sno (gruz. სნო) – wieś w Gruzji, w regionie Mccheta-Mtianetia, w gminie Kazbegi. W 2014 roku liczyła 263 mieszkańców.

## Urodzeni
- Hiob (Akiaszwili)